# Tenggiring
Tenggiring is een bestuurslaag in het regentschap Lamongan van de provincie Oost-Java, Indonesië. Tenggiring telt 1653 inwoners (volkstelling 2010).